# Скорость: Автобус 657
«Скорость: Автобус 657» (англ. Heist) — криминальный триллер, снятый режиссёром Скоттом Манном по сценарию Стивена Сефера и Макса Адамса. Главные роли исполнили Роберт Де Ниро, Джеффри Дин Морган, Кейт Босворт и Дэйв Батиста. В центре сюжета история отца, который вынужден пойти на ограбление владельца казино, чтобы достать деньги на лечение своей дочери.
Съёмки начались 6 ноября 2013 года и проходили в городе Мобил, штат Алабама. Фильм вышел в мировой прокат 11 ноября 2015 года и получил ограниченный релиз 13 ноября 2015 года в США через сервис «видео по запросу».

## Сюжет
Фрэнсис «Поуп» Сильва железной рукой управляет казино. С теми, кто пытается обмануть его заведение, он обходится без пощады. У одного из его сотрудников Люка Вона больна дочь и ему нечем платить по больничным счетам. На него выходит некто Джейсон Кокс и предлагает ограбить его казино, но Люк отказывается. Люк просит Поупа дать ему $300 тыс. на операцию и обещает все вернуть, но хозяин казино указывает ему на дверь. Люка со скандалом увольняют.
После этого отчаявшийся Люк соглашается участвовать в ограблении казино. Налет происходит с осложнениями. Преступников, которые вынесли из хранилища $3 млн, преследует охрана и ранит одного из них. Водитель налетчиков, услышав стрельбу, скрылся. Преступникам пришлось остановить маршрутный автобус и, взяв пассажиров в заложники, попытаться скрыться. Оказывается, что деньги из казино принадлежали китайской мафии и участвовали в тайной операции по отмыванию средств. Поуп не заинтересован в огласке и хочет по-тихому вернуть их. Он подключает к операции по задержанию автобуса продажного полицейского Маркони, руководящего операцией по освобождению заложников.
Спецназ останавливает автобус и врывается внутрь. Люку удается убить Джейсона и уйти незамеченным, смешавшись с заложниками. В итоге Люку удается осуществить свой план, потому что грязные деньги идут на лечение дочери, и заложники оказываются целы.

## В ролях
| Актёр                 | Роль                       |
| --------------------- | -------------------------- |
| Роберт Де Ниро        | Фрэнсис «Поуп» Сильва      |
| Джеффри Дин Морган    | Люк Вон                    |
| Кейт Босворт          | Сидни Сильва               |
| Моррис Честнат        | Деррик                     |
| Дэйв Батиста          | Джейсон Кокс               |
| Джина Карано          | офицер Кризия «Крис» Бахос |
| Даниэль Бернард Суини | Берни                      |
| Марк-Пол Госселаар    | детектив Маркони           |
| Стивен Сефер          | Джулиан Данте              |
| Тайсон Салливан       | Микки                      |
| Кристофер Роб Бауэн   | Эрик                       |
| Лидия Халл            | Полин                      |
| Скотт Херман          | Сержант Томас Форбс        |

## Отзывы
Фильм получил отрицательные отзывы кинокритиков. Один из критиков сайта Роджера Эберта оценил фильм в 1 звезду из 4-х. На сайте Rotten Tomatoes у фильма 25 % положительных рецензий из 24. На Metacritic — 37 баллов из 100 на основе 11 рецензий.